# Hitomi Miwa
Hitomi Miwa (三輪ひとみ, Miwa Hitomi), née le 18 décembre 1978 à Yokohama, est une actrice japonaise.

## Biographie
Hitomi Miwa est la sœur ainée de l'actrice Asumi Miwa. Elle débute en 1996, et joue dans une vingtaine de drama télévisés et une quarantaine de films, dont Eko Eko Azarak 3: Misa the Dark Angel, Love and Pop, Ju-on, Otakus in Love. Elle est notamment l'héroïne du film Crazy Lips en 2000, et de sa suite Gore From Outer Space. 

## Filmographie sélective

### Cinéma
- 1998 : Eko Eko Azarak 3: Misa the Dark Angel (エコエコアザラクIII -MISA THE DARK ANGEL-, Eko eko azaraku III?) de Katsuhito Ueno : Mami Mizushima
- 1998 : Love & Pop (ラブ&ポップ, Rabu & Poppu?) de Hideaki Anno : Hiromi Yoshii
- 2000 : Ju-on (呪怨?) de Takashi Shimizu : Kanna Murakami
- 2000 : Crazy Lips (発狂する唇, Hakkyōsuru kuchibiru?) de Hirohisa Sasaki : Satomi Kurahashi
- 2001 : Love Ghost (死びとの恋わずらい, Shibito no koiwazurai?) de Kazuyuki Shibuya : Enomoto Haruka
- 2004 : Otakus in Love (恋の門, Koi no mon?) de Suzuki Matsuo

### Télévision
- 2002 : Ninpū Sentai Hurricaneger (忍風戦隊ハリケンジャー, Ninpū sentai harikenjā?) : Kakura / Lady Gozen
- 2006 - 2007 : Kamen Rider Kabuto (仮面ライダーカブト, Kamen raidā kabuto?) : Rena Mamiya